# Айдара (деревня)
Айдара́ — деревня в Енисейском районе Красноярского края России. Входит в сельское поселение Маковский сельсовет.
Расположена в труднодоступном месте в правобережье Кети вблизи места впадения в неё реки Болотная, примерно в 220 км к западу от Енисейска и в 35 км к юго-востоку от посёлка Катайга (Томская область).

## Население
| 2010 | 2016 |
| ---- | ---- |
| 171  | ↘166 |

## Инфраструктура
В деревне три улицы: Центральная, Береговая, Лесная.
В деревне имеется начальная общеобразовательная школа.
В нескольких километрах от Айдары находится аэродром. Здание диспетчерского пункта одноэтажное деревянное. Взлётно-посадочная полоса покрыта грунтом. В настоящее время аэродром не функционирует.
Недалеко от аэродрома находится вертолётная площадка.
В деревне нет ни одного сотового оператора.

### Экономика
С 1999 по 2006 года в деревне действовал ЗАО «Енисейский леспромхоз», основным занятием которого была заготовка древесины.
С 1997 по 2003 года действовало предприятие ЗАО «Айдара Лес».